# Inmigración croata en Uruguay
La inmigración croata en Uruguay es el movimiento migratorio de ciudadanos provenientes de Croacia o individuos pertenecientes al pueblo croata hacia territorio uruguayo. El proceso comenzó en la segunda mitad del siglo XIX, y se ha posicionado como una de los grupos migratorios minoritarios.
De acuerdo a diversas estimaciones, en Uruguay habitan aproximadamente 5.000 descendientes de inmigrantes croatas, principalmente de tercera y cuarta generación.

## Historia

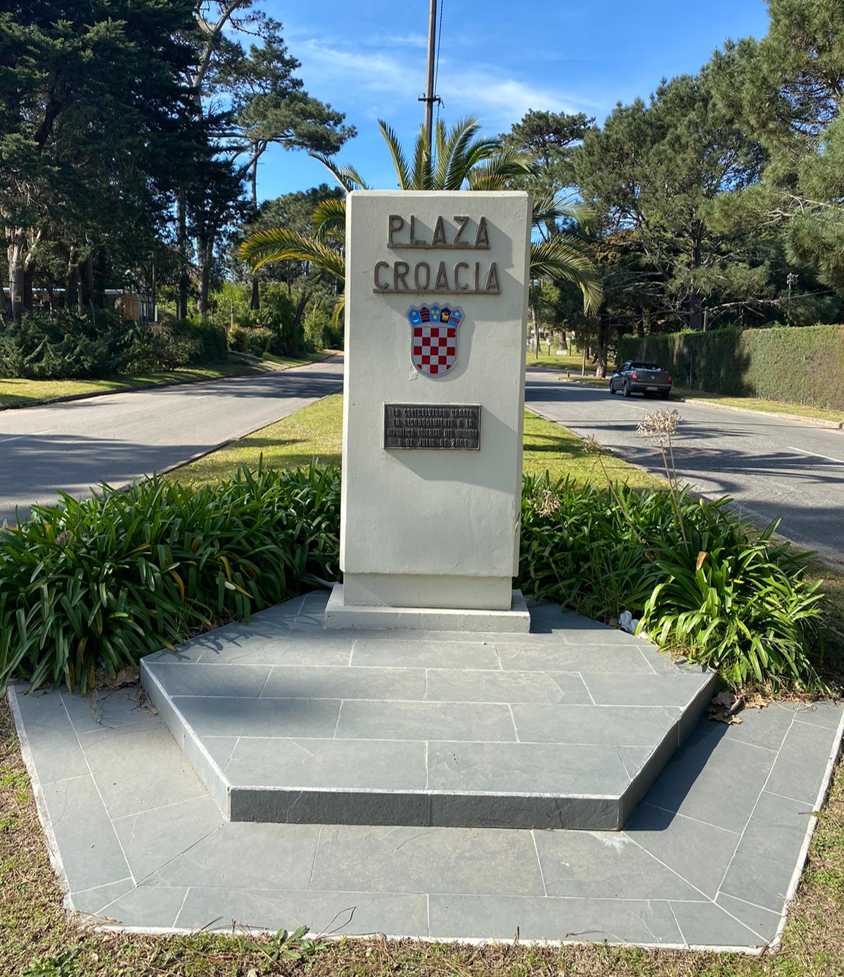
Monumento de la comunidad croata en Punta del Este

Existe una escasa documentación acerca de la inmigración de croatas a Uruguay, debido al hecho de que durante gran parte de su historia, el pueblo croata no contó con un Estado propio, sino que enmarcó en otros Estados. No obstante, los primeros registro de colonos croatas en Uruguay se ubican en el siglo XVIII, y refieren a marineros que abandonaron los barcos venecianos y españoles, estableciéndose en la región. El testimonio más antiguo al respecto es el testamento de Šimun Matulić, de 1790, en el que se dice que nació en la isla de Brač, durante la República de Venecia y que dejó en testamento a varios individuos con apellidos croatas para cuidar sus propiedades en Montevideo.
A finales del siglo XIX, en el marco de la política aperturista de la inmigración por parte del gobierno uruguayo, se produjo una llegada más notable de croatas hacia Uruguay, provenientes principalmente la región dálmata. La mayoría se estableció en Montevideo, sin embargo, se establecieron pequeñas comunidades en localidades como Conchillas y Carmelo, donde se dedicaron al transporte marítimo.
En 1928 se fundó el «Hogar Croata de Montevideo», una asociación con el fin de difundir la cultura, el idioma y tradiciones croatas, así como reunir a los inmigrantes y sus descendientes. Sin embargo, durante gran parte del siglo XX, la «Sociedad Yugoslava Bratstvo del Uruguay» estuvo compuesta por croatas étnicos, además de montenegrinos, serbios, bosnios y eslovenos, pero dejó de existir en la década de 1990 debido a las guerras yugoslavas. En el plano político, gran parte de la comunidad croata del Uruguay se posicionó en contra del Estado Independiente de Croacia, debido a que por medio de los Tratados de Roma de 1941, la región de Dalmacia –lugar de procedencia la mayoría de inmigrantes croatas– fue cedida a la Italia fascista.A su vez, tras la ruptura Tito-Stalin en los años posteriores a la Segunda Guerra Mundial, los integrantes del «Hogar Croata» tomaron partido por Josip Broz Tito, mientras que los de la «Sociedad Yugoslava» por Iósif Stalin.